# اولد، نورث‌همپتون‌شر
اولد (به انگلیسی: Old) یک روستا و محله مدنی در بریتانیا است که در Daventry واقع شده‌است. اولد ۴۹۰ نفر جمعیت دارد.